# Barbacenia squamata
Barbacenia squamata är en enhjärtbladig växtart som beskrevs av Herb.. Barbacenia squamata ingår i släktet Barbacenia och familjen Velloziaceae. Inga underarter finns listade.